# 贝内文塔诺宫

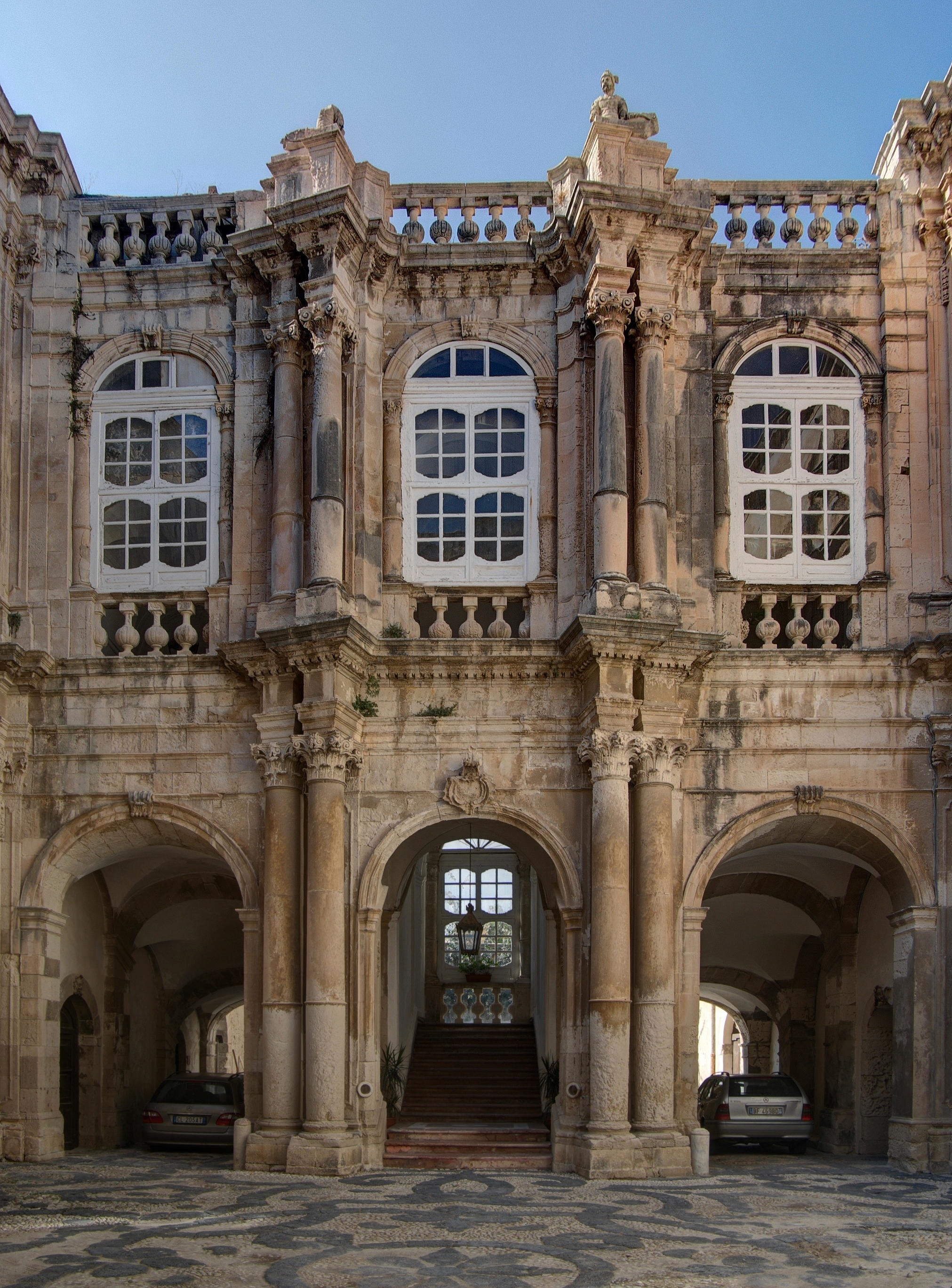
贝内文塔诺宫内部庭院

贝内文塔诺宫（Palazzo Beneventano del Bosco）是意大利西西里锡拉库萨的一座大型城市宫殿，位于奥提伽岛的主教座堂广场（Piazza del Duomo），与现在的市政厅相对，与锡拉库萨主教座堂呈对角线。 
此处上的一座宫殿可追溯到中世纪，当时它是为阿雷佐家族建造的，但是毁于1693年西西里大地震。在男爵古列尔莫·贝内文塔诺购买之后，主要在1779年至1788年间，宫殿以西西里巴洛克风格重建。
贝内文塔诺委托建筑师卢西亚诺·阿里进行设计，建筑师将这座中世纪建筑改造为私人住宅，该建筑曾被用作地方政府的办公场所。内部庭院环绕着封闭的中庭，其斜面装饰有两根柱、丘比特和雕像, 突出了明暗对照法的表面复杂性。
华丽的设计延续到室内，雕塑出自巴勒莫艺术家伦巴第·格雷戈里奥之手，湿壁画出自埃梅内吉多·马托拉纳之手。为了进一步营造奇幻和奢华的氛围，从穆拉诺岛进口了巨大的水晶枝形吊灯。宫殿的内部不对公众开放，但经过业主的特别许可，可以观看。